# 杉万俊夫
杉万 俊夫（すぎまん としお、1951年5月25日 - ）は、日本の社会心理学者。
集団力学研究所所長。京都大学名誉教授。学術博士（大阪大学）。
専攻は集団力学（グループ・ダイナミックス）。従来のグループ・ダイナミックス（実験室内での小集団研究、数量的手法を偏重する研究）を批判し、「現場の当事者と研究者による協同的実践」から知識を紡ぎ出す新しいグループ・ダイナミックスを主張、実践した（杉万、2013）。
引用文献
>杉万俊夫『グループ・ダイナミックス入門：組織と地域を変える実践学』世界思想社、2013年、309頁。

## 略歴
1951年、福岡市生まれ。福岡市立奈良屋小学校卒業、福岡教育大学附属福岡中学校卒業、福岡県立修猷館高等学校卒業、1974年、九州大学教育学部卒業、1976年、九州大学大学院教育学研究科修士課程修了、1979年、九州大学大学院教育学研究科博士課程単位取得退学。1980年、大阪大学人間科学部助手（1988年3月まで）、この間、1984―85年、フルブライト研究員としてUCLA、ミシガン大学に留学。
1988年、京都大学教養部助教授に着任、1992年、京都大学総合人間学部助教授、1996年、京都大学総合人間学部教授、2003年より京都大学大学院人間・環境学研究科教授（2017年まで）。2007年より京都大学大学院エネルギー科学研究科教授併任（2017年まで）。2014年、京都大学大学院人間・環境学研究科長、総合人間学部長（2014年9月まで）。2014年、京都大学理事・副学長（2015年9月まで）。2017年、京都大学名誉教授。
2017年、九州産業大学国際文化学部教授、同大学理事、2018年、九州産業大学人間科学部長（2022年まで）。

## 学会活動
1994年、日本グループ・ダイナミックス学会会長（1998年まで）、2006年、国際応用心理学会フェロー賞受賞。

## 主要著書

### 日本語
いずれも「集団力学研究所」のホームページから無料ダウンロード可。
- 「グループ・ダイナミックス入門：組織と地域を変える実践学」2013　世界思想社
- 「コミュニティのグループ・ダイナミックス」2006　京都大学学術出版会
- 「フィールドワーク人間科学：よみがえるコミュニティ」2000 ミネルヴァ書房
- 「看護のための人間科学を求めて」2000 ナカニシヤ出版

### 英語
- 「Introduction to Group Dynamics: Social Construction Approach to Organizational Development and Community Revitalization」2016　Taos Institute （次のサイトからダウンロードできます。https://www.taosinstitute.net/worldshare-books）
- 「Meaning in Action: Constructions, Narratives and Representations」2008 Springer